# Poecilochroa latefasciata
Poecilochroa latefasciata är en spindelart som beskrevs av Simon 1893. Poecilochroa latefasciata ingår i släktet Poecilochroa och familjen plattbuksspindlar.
Artens utbredningsområde är Peru. Inga underarter finns listade i Catalogue of Life.